# Bogidiella lindbergi
Bogidiella lindbergi is een vlokreeftensoort uit de familie van de Bogidiellidae. De wetenschappelijke naam van de soort is voor het eerst geldig gepubliceerd in 1958 door Ruffo.